# XIe siècle en science
Xe siècle en science - XIe siècle - XIIe siècle en science
Chronologie de la science
Cet article concerne les événements concernant les sciences et les techniques qui se sont déroulés durant le XIe siècle :

## Événements
- Dès la fin du Xe siècle, les sciences arabes commencent à se transmettre en Occident. Notamment, après un séjour en Catalogne, Gerbert d'Aurillac (le futur pape Sylvestre II, mort en 1003) introduit en Occident l'astrolabe, un nouveau type d'abaque et peut-être une première fois les chiffres arabes[1].
- Poursuite de l'amélioration des techniques agricoles en Europe entre la Loire et le Rhin. Remplacement de l’araire par la charrue à roue et à versoir, assolement triennal, meilleure utilisation de la traction animale[2].

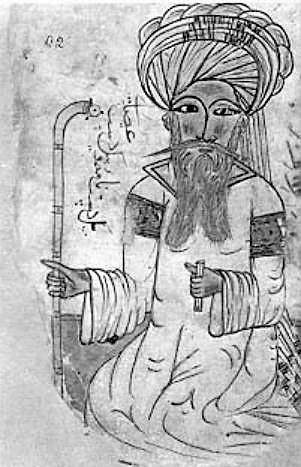
Avicenne, représentation de 1271.

- 1001-1037 : le médecin et philosophe Avicenne (Ibn Sīnā, en persan : ابن سینا), doit quitter Boukhara et part pour Gourandj, capitale du Khwarezm, où il commence à rédiger son œuvre scientifique et philosophique. Comme Al-Farabi, il a une doctrine émanatiste : l’intellect humain se trouve au plus bas de l’échelle des esprits purs ; la connaissance parfaite est impossible à l’homme. Au-dessus, le Prophète a une perfection qu’il a reçu de l’effusion de lumière envoyée par l’être premier. Les sages et les saints peuvent parvenir à la même perfection et la même clarté de l’intelligence par l’ascèse et les exercices spirituels. Dieu, lui, est la cause première de toute créature, la suprême connaissance et le suprême amour. Ibn Sina refuse la résurrection des corps. Traducteur d’Aristote en arabe et auteur de plus de cent ouvrages, dont les Canon de la médecine et Kitab al-Shifa (le Livre de la guérison), Philosophie orientale, Récits mystiques.
- 1005 :
  - le calife fatimide Al-Hakim bi-Amr Allah fonde au Caire une « Maison du Savoir  »  (arabe: دار العام [dār al-`ilm], maison de la science, ou دار الحكمة dār al-hikma, maison de la sagesse)[3].
  - l’astronome arabe Ali ibn Yunus travaille à l’observatoire du Caire. En 1007, il dresse les Tables hakimites, une carte des étoiles et planètes[4].
- 1007-1028 : épiscopat de Fulbert de Chartres ; il fonde l'école de Chartres qui enseignent les arts libéraux, le comput, la médecine et le droit[5].
- 1008 : première mention écrite du jeu d'échecs en Occident dans le testament du comte d'Urgell, en Catalogne, daté du 28 juillet 1008[6].
- Vers 1010 : l'invention du moulin à fer (première mention v. 1010-1028 en Allemagne) et du moulin à étoffes ou foulon (1008) permettent un développement de la sidérurgie et des industries textiles[7].

- 1014 : première attestation de la vaccination antivariolique (variolisation) en Chine[8].
- Après 1017 : le savant et mathématicien al-Biruni (Aliboron, 973-1048) s’installe à Ghazni. Il suit Mahmud de Ghazni dans ses expéditions en Inde (Description de l’Inde), rédige un traité de minéralogie, un traité d’astronomie où il entrevoit la possibilité du mouvement de la Terre autour du Soleil pour expliquer le mouvement des astres et une pharmacopée[9]. Il calcule la circonférence terrestre (45 550 km).
- 1027 : construction d'un véhicule odomètre, mesurant les distances parcourues, en Chine[10].
- Entre 1030 et 1042 : Skuldelev, vestiges de cinq bateaux vikings originaux qui récupérés dans une voie navigable entre Peberrenden et Skuldelev dans le fjord de Roskilde à 20 km au nord de la ville de Roskilde au Danemark[11].
- Entre 1041 et 1048 : le Chinois Pi Cheng invente la typographie à caractères mobiles moulés en terre cuite[12].

- 1044 : en Chine, première description de la poudre à canon dans le Wujing Zongyao[13].

- 1054 : explosion de la supernova du Crabe, visible pendant deux ans notamment en Chine[14].
- 1056 : moulin à papier attesté à Xàtiva en Espagne[15].
- 1058-1085 : épiscopat d’Alfan de Salerne. Traducteur d’un ouvrage grec de médecine, il donne un nouvel essor à l’école de médecine de Salerne, célèbre en Europe, grâce aux penseurs arabes ou juifs qui transmettent la science grecque[16].
- 1065 : construction à Bagdad de la Nizamiyyah, première medersa créée par le vizir Nizãm al-Mulk. Les maîtres sont nommés et rémunérés par le pouvoir qui entretient aussi les étudiants. On y enseigne le droit et la théologie, mais aussi la langue arabe, la poésie et l’arithmétique. En droit, seules les écoles shâfi'ites et hanafites sont admises et en théologie, seul l’acharisme est enseigné[17].
- 1085 : la prise de Tolède permet aux chrétiens de s’emparer de riches bibliothèques, composées de nombreuses traductions du grec en arabe de la science antique et d'ouvrages originaux des savants arabes ; la ville attire les érudits de toute l'Europe[18].
- 1086 : première mention d'un moulin à foulon à Saint-Wandrille en Normandie[19].
- 1090 :
  - mention de deux « astrolabes » dans le testament de l’évêque mozarabe de Coïmbra, Paternus, mort en 1090[20].
  - premier usage avérée de la boussole sur un navire chinois[21].

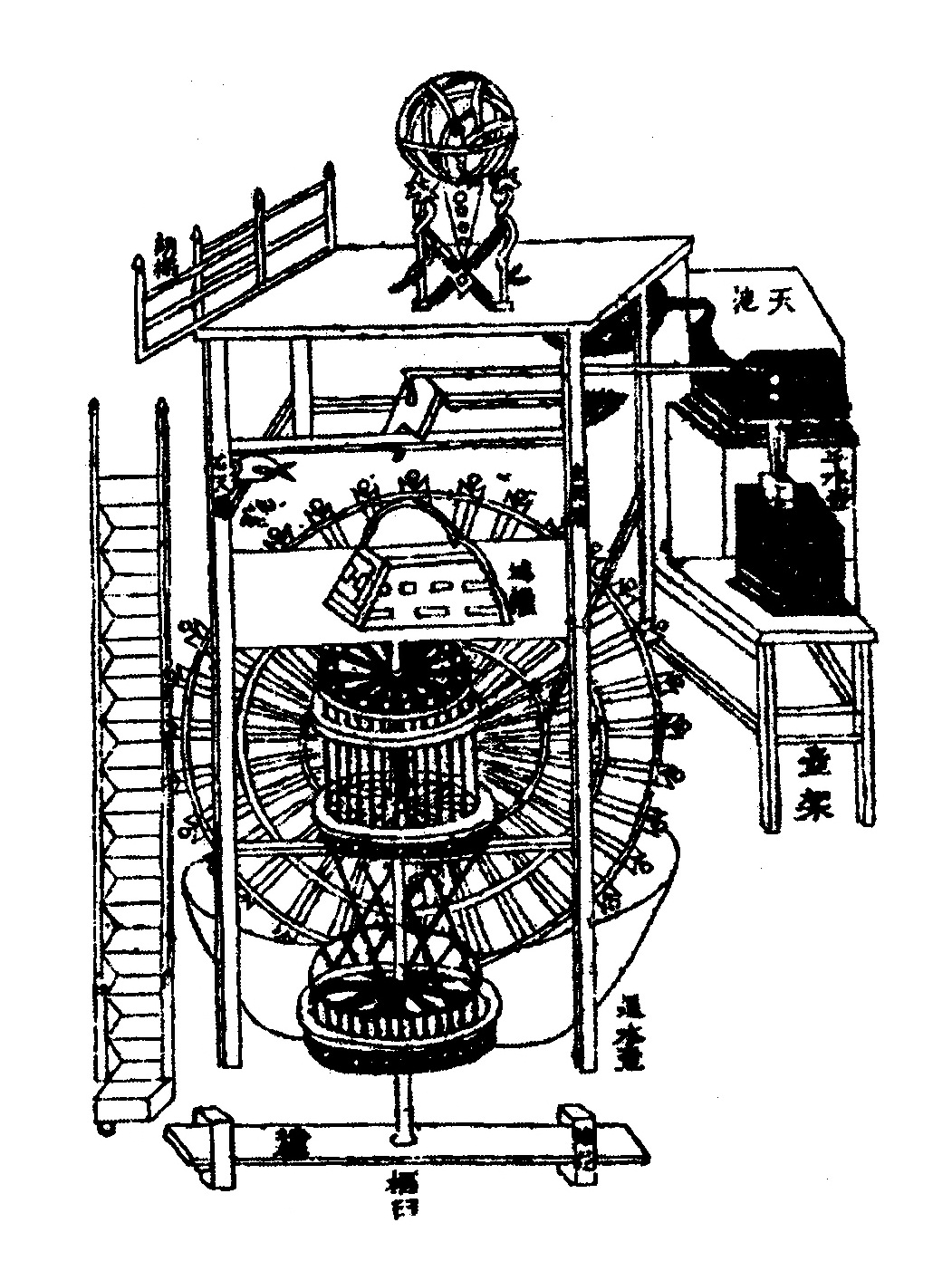
La tour horloge de Su Song

- 1092 : le scientifique chinois Su Song conçoit une tour horloge astronomique de 10 mètres de haut à force hydraulique et qui utilise l'échappement d'horlogerie. Elle est surmontée d'une sphère armillaire représentant le globe céleste et les évènements astronomiques, et mesurant le temps, le tout agrémenté de mille inventions : gong, tour, automates, etc. L’avènement d’un nouvel empereur, censé correspondre à un renouvellement de calendrier, provoque l’abandon de cette machine et de la science horlogère en Chine[22].

- Le savant arabe Alhazen (965-1039) envisage d'écrire un traité sur la quadrature du cercle[23].

## Publications
- Vers 1000 :
  - le savant arabe Abu Al-Qasim écrit une encyclopédie de médecine et de chirurgie, Al-Tasrif[24].
  - le mathématicien d'origine persane Al-Karaji publie trois importants ouvrages en mathématiques et en algèbre : Al-Badi' fi'l-hisab, Al-Fakhri fi'l-jabr wa'l-muqabala, et Al-Kafi fi'l-hisab.
- Entre 1011 et 1021 : rédaction du Traité d'optique (en arabe : Kitab al-Manazir, en latin De Aspectibus ou Opticae Thesaurus: Alhazeni Arabis) du savant arabe Ibn al-Haytham ou Alhazen, un ouvrage en sept volumes, traitant de domaines scientifiques variés, l’optique, la physique, les mathématiques, la médecine, l’anatomie et la psychologie. Il explique la lumière crépusculaire par la réflexion des rayons lumineux dans la haute atmosphère et le principe de la camera obscura. L'image est d'autant plus nette, remarque-t-il, que le trou est petit. Il fait la première description anatomique exacte de l'œil. Il découvre que la propagation de la lumière n'est pas instantanée[25]. L'ouvrage est complété vers 1030 par le Traité de la lumière (Risala fi l-Daw), dans lequel étudie la réfraction et la déviation des rayons lumineux et mentionne pour la chambre obscure.

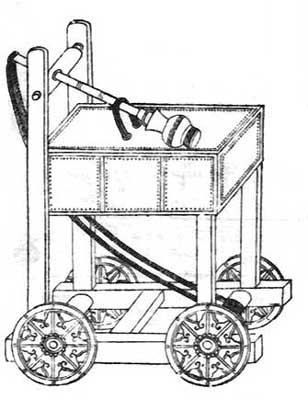
Trébuchet, illustration du Wujing Zongyao.

- 1044 : publication en Chine du Wujing Zongyao compilant les techniques militaires connues des Song. Description entre autres de canon et de poudre à canon, du lance-flammes, des brûlots…
- Vers 1050 : le Taqwim al-Sihhah (« La préservation de la santé », connu sous son titre latin tacuinum sanitatis) est un traité sur le bien-être et la santé écrit par le médecin chrétien arabe par Ibn Butlan (1001-1066). Il propose six éléments nécessaires à l’entretien quotidien de la santé : les aliments et la boisson, l’air et l’environnement, le mouvement et le repos, le sommeil et la veille, les sécrétions et excrétions des humeurs, les changements d’état d’esprit (la joie, la colère, la honte…).
- Vers 1070 : le savant chinois Su Song publie une pharmacopée illustrée, le Bencao Tujing, qui traite de botanique, zoologie, minéralogie et métallurgie[26].
- Vers 1074 : Omar Khayyam, savant et poète persan (Nishapur, v. 1050- 1123 ou 1131), connu de son vivant pour ses écrits philosophiques et scientifiques, écrit un traité d’algèbre (il résout les équations du troisième degré)[27]. Entre 1075 et 1079, il participe à la réforme du calendrier persan à la demande du sultan Malik Shah Ier. Plus tard, il acquiert la renommée grâce à ses poèmes pessimistes, sceptiques et souvent blasphématoires.
- 1086-1093 : Le Chinois Shen Kuo rédige le Meng xi bi tan[28], recueil de notes savantes, une des principales sources de l'histoire scientifique chinoise (aiguille aimantée, cartes en relief, imprimerie).

- Rasavātam (le chemin du mercure), ouvrage d'alchimie indien, est diffusé par le savant persan Al-Biruni.

## Personnages significatifs
- Abu Raihan Al-Biruni, mathématicien, astronome, physicien, encyclopédiste persan.
- Herman de Reichenau, 1013 - 24 septembre 1054, musicien, astronome, mathématicien et moine, a composé le Salve Regina.